# Jamill Kelly

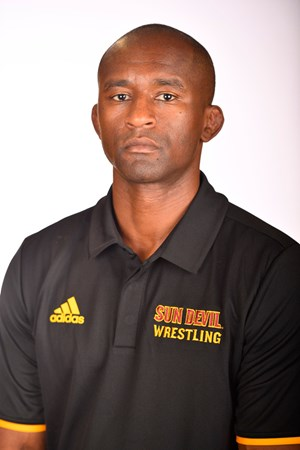
Jamill Kelly

Jamill Kelly (* 25. Oktober 1977 in Atwater, Kalifornien) ist ein US-amerikanischer Ringer. Er gewann bei den Olympischen Spielen 2004 in Athen eine Silbermedaille im freien Stil im Leichtgewicht.

## Werdegang
Jamill Kelly wuchs in Atwater auf und besuchte dort eine High School. Auf dieser High School erlernte er auch das Ringen (freier Stil). Als High-School-Ringer glückten ihm keine großen Erfolge. Sein bestes Ergebnis aus dieser Zeit war ein 4. Platz im Federgewicht bei den High-School-Meisterschaften des Staates Kalifornien. Anschließend besuchte Jamill Kelly die Oklahoma State University. Er kam dabei in Stillwater in die Hände des ehemaligen Olympiasiegers John Smith (Ringer), der dort als Trainer wirkte. John Smith formte Jamill Kelly innerhalb kurzer Zeit zu einem Weltklasseringer, der auch für den Gator Wrestling Club startete.
2001 wurde Jamill Kelly US-amerikanischer Studentenmeister (NCAA-Champion) im Federgewicht, kam bei den Sunkist-Kids-Open auf den 2. Platz und belegte bei USA-Meisterschaft den 3. Platz. Nachdem er sich in der Qualifikation für die Panamerikanischen Meisterschaften durchgesetzt hatte, ging er bei diesen, die in Santo Domingo stattfanden, im Federgewicht an den Start. Er erreichte dabei den 2. Platz hinter dem Kubaner Carlos Julian Ortiz Castillo.
2002 wurde Jamill Kelly US-amerikanischer Vizemeister im Leichtgewicht und kam bei der Ausscheidung für die Weltmeisterschaften auf den 3. Platz.
Im Jahre 2003 kam er bei den US-amerikanischen Meisterschaften im Leichtgewicht nur auf den 5. Platz, siegte aber bei der Ausscheidung für die Weltmeisterschaften vor Chris Bono und Doug Schwab. Er wurde daraufhin zunächst bei den Pan American Games eingesetzt und erreichte dort hinter Serguet Rondon Pedroso aus Kuba und vor Edison Hurtado Lerma aus Kolumbien den 2. Platz. Bei den sich anschließenden Weltmeisterschaften in New York City siegte er im Leichtgewicht in seinem ersten Kampf über Ramesh Kumar aus Indien, unterlag aber dann erneut Serguet Rondon Pedroso und erreichte damit nur den 28. Platz.
2004 setzte sich Jamill Kelly bei der US-amerikanischen Olympiaausscheidung gegen Jared Lawrence durch, den er in drei Kämpfen zweimal besiegte. Bei den Olympischen Spielen in Athen, bei denen er im Leichtgewicht startete, zeigte er dann, was in ihm steckt und gewann mit Siegen über Ruslan Bodisteanu, Moldawien, Elman Asgarow aus Aserbaidschan und den hohen Favoriten Machatsch Murtasalijew aus Russland und einer Niederlage gegen Elbrus Tedejew aus der Ukraine, die Silbermedaille.
Nach diesen Spielen beendete Jamill Kelly seine aktive Ringerlaufbahn. Er arbeitete in der Zeit von 2002 bis 2005 als Assistent in der Administration der Oklahoma State University. Er hatte außerdem im Jahre 2001 den Cowboy Wrestling Club gegründet und war dort als Ringertrainer tätig. Seit 2006 ist er Assistent Coach für Ringen an der Harvard University.

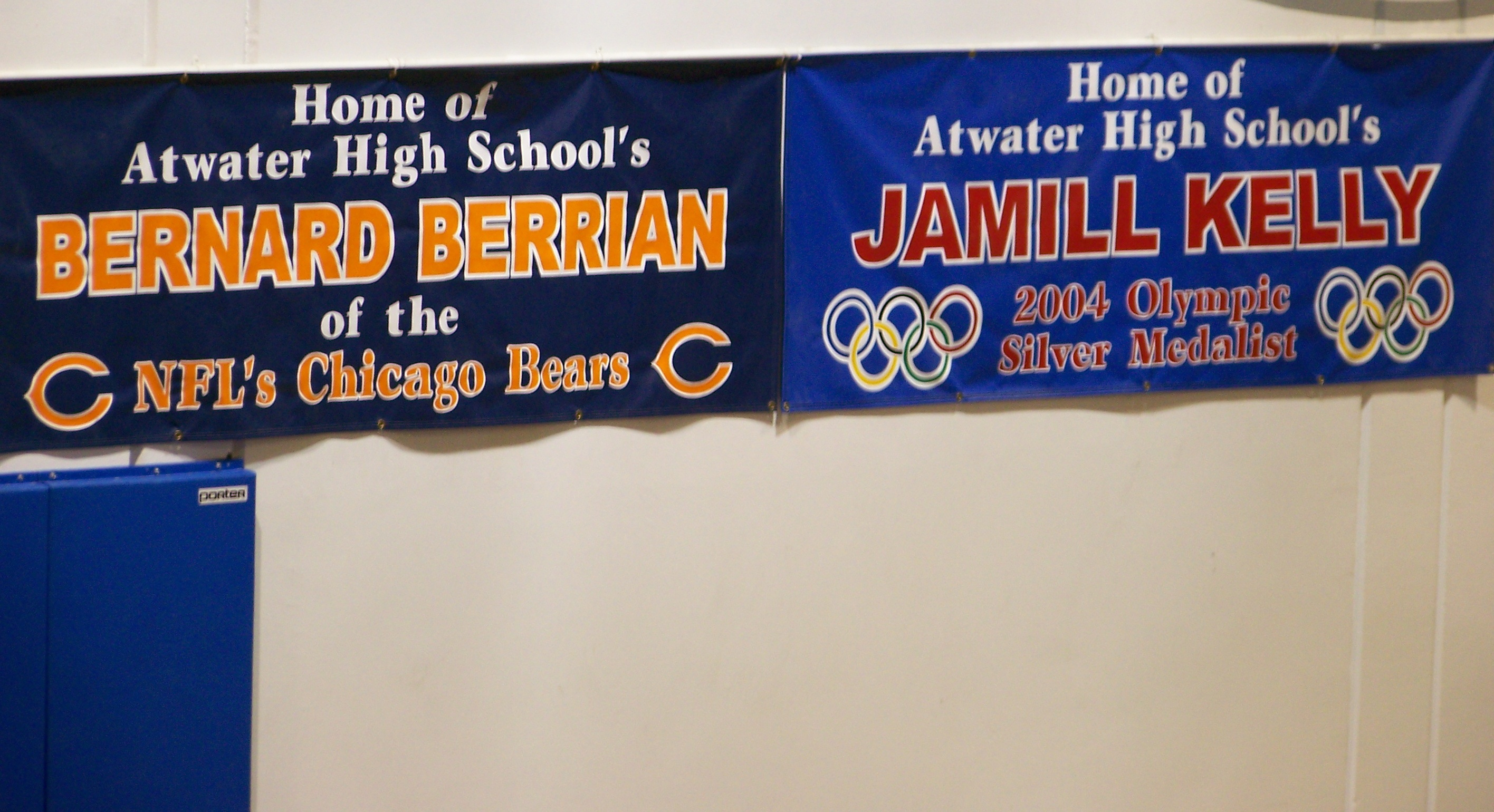
Jamill Kelly

## Internationale Erfolge
(OS = Olympische Spiele, WM = Weltmeisterschaften, F = freier Stil, Fe = Federgewicht, Le = Leichtgewicht, bis 61 kg bzw. 66 kg Körpergewicht)
- 2001, 2. Platz, Pan American Championships in Santo Domingo, F, Fe, hinter Carlos Julian Ortiz Castillo, Kuba u. vor Michael C. Francis, Kanada;

- 2003, 2. Platz, Pan American Games in Santo Domingo, F, Le, hinter Serguet Rondon Pedroso, Kuba u. vor Edison Hurtado Lerma, Kolumbien;

- 2003, 28. Platz, WM in New York City, F, Le, mit einem Sieg über Ramesh Kumar, Indien u. einer Niederlage gegen Serguet Rondon Pedroso;

- 2004, Silbermedaille, OS in Athen, Fe, Le, mit Siegen über Ruslan Bodisteanu, Moldawien, Elman Asgarow, Aserbaidschan u. Machatsch Murtasalijew, Russland u. einer Niederlage gegen Elbrus Tedejew, Ukraine

## Nationale Erfolge
- 2001, 1. Platz, USA-Studentenmeisterschaften (NCAA_Championships), F, Fe,
- 2001, 3. Platz, USA-Meisterschaften, F, Fe,
- 2001, 3. Platz, USA-Ausscheidung für die Weltmeisterschaften, F, Fe,
- 2002, 2. Platz, USA-Meisterschaften, F, Le,
- 2002, 3. Platz, USA-Ausscheidung für die Weltmeisterschaften, F, Le,
- 2003, 5. Platz, USA-Meisterschaften, F, Le,
- 2003, 1. Platz, USA-Ausscheidung für die Weltmeisterschaften, F, Le, vor Chris Bono u. Doug Schwab,
- 2004, 1. Platz, USA-Ausscheidung für die Olympischen Spiele, F, Le, vor Jared Lawrence